# 白银飞
白银飞（1972年11月—），生于浙江象山，越剧女演员，擅长小生。1992年，进入宁波小百花越剧团。扮相秀丽，师承范瑞娟。代表作品有越剧《五女拜寿》(饰演邹应龙)《李娃传》(饰演郑元和)《三看御妹》(饰演封加进)《梁祝》(饰演梁山伯)《打金枝》(饰演郭暧)等。